# فيكتور هوغو سيخاس
فيكتور هوغو سيخاس (بالإسبانية: Víctor Hugo Cejas)‏ هو لاعب كرة قدم أرجنتيني في مركز الوسط، ولد في 23 فبراير 1983 في Lehmann ‏ في الأرجنتين. لعب مع Racing de Córdoba ‏.

## وصلات خارجية
- فيكتور هوغو سيخاس على موقع Soccerway.com (الإنجليزية)